# Gniew
Gniew (in tedesco Mewe) è un comune urbano-rurale polacco del distretto di Tczew, nel voivodato della Pomerania.
Ricopre una superficie di 194,78 km² e nel 2004 contava 15 563 abitanti.

## Monumenti e luoghi d'interesse
- Castello di Gniew